# Amazaspo II
Amazaspo II (em latim: Amazaspus; em grego: Αμαζάσπος; romaniz.: Amazáspos; em georgiano: ამაზასპ; romaniz.: Amazasp) foi rei (mefe) do Reino da Ibéria, o último representante da dinastia farnabázida no trono segundo as crônicas georgianas da Idade Média. Filho e sucessor de Farasmanes III, presume-se que tenha governado no último quartel do século II, de 185 a 189, segundo Cyril Toumanoff.

## Nome
Amazaspes (Αμαζάσπης, Amazáspēs) ou Amazaspo (Amazaspus; Αμαζάσπος, Amazáspos) são as formas latina e grega do persa médio Hamazaspe (*Hamazāsp) que, em última análise, deriva do persa antigo Hamazaspa (Hamāzāspa). Embora a etimologia precisa de *Hamazāsp/Hamāzāspa permaneça sem solução, pode ser explicada através do avéstico *hamāza-, "colisão/confronto" + aspa-, "cavalo", ou seja, "aquele que possuía corcéis de guerra". Foi registrado em armênio (Համազասպ, Hamazasp) e georgiano (em georgiano: ამაზასპ, Amazasp’) como Hamazaspe.

## Vida
Amazaspo foi filho e sucessor do mefe Farasmanes III (r. 135–185). Cyril Toumanoff propôs que teria governado de 185 a 189. As crônicas georgianas descrevem, em detalhes, a vitória de Amazaspo sobre os invasores alanos e seu ataque recíproco às terras alanas. Relata-se que seu reinado de quatro anos terminou com uma revolta de seus nobres apoiada pela Armênia e pelos alanos. Amazaspo foi morto em batalha e sucedido por seu sobrinho rebelde, Reve I, fundador do ramo cadete da dinastia arsácida na Ibéria. Em 1996, uma inscrição grega incompleta mencionando "Amazaspo, grande rei dos ibéricos" foi descoberta em Baguineti, em Misqueta, a antiga capital da Ibéria. De acordo com a reconstrução do texto danificado por Tinatin Kaukhchishvili, Amazaspo parece ter sido casado com a filha de Vologases, rei da Armênia. Este pode ser Amazaspo II ou Amazaspo I, enquanto Vologases é Vologases I (r. 117–138/40) ou Vologases II (r. 180–191). Outra inscrição grega relacionada descoberta em Baguineti menciona a rainha Dracontis, identificada por David Braund com a rainha mencionada na primeira inscrição. Essas inscrições também trazem à luz um alto cortesão de Amazaspo, o "criador" ou "pai adotivo" (τροφεύς) Anagranes.